# Selaginella pseudopaleifera
Selaginella pseudopaleifera är en mosslummerväxtart som beskrevs av Hand.-mazz.. Selaginella pseudopaleifera ingår i släktet mosslumrar, och familjen mosslummerväxter. Inga underarter finns listade i Catalogue of Life.